# Erl
Pour les articles homonymes, voir Erl.
Erl est une commune autrichienne du district de Kufstein dans le Tyrol.